# Emily Westwood (Fußballspielerin)
Emily Elizabeth Westwood (* 5. April 1984 in Wordsley) ist eine ehemalige englische Fußballspielerin.

## Karriere

### Vereine
Westwood begann im Alter von zwölf Jahren in der Jugendmannschaft von Wolverhampton Wanderers mit dem Fußballspielen. Im Alter von 16 Jahren rückte sie in die erste Mannschaft, den „Wolves Women“, auf. Sie spielte fünf Jahre lang in der Northern Division der seinerzeit zweithöchsten Spielklasse im englischen Frauenfußball. Von 2005 bis 2010 spielte sie für den Everton LFC in der National Division, der seinerzeit höchsten Spielklasse. Mit der Mannschaft gewann sie am 3. Mai 2010 den nationalen Vereinspokal durch den 3:2-Finalsieg n. V. über den Arsenal Women FC. Auf internationaler Vereinsebene kam sie in zwei Spielen der Champions League (Umbenannter Nachfolgewettbewerb des seit der Saison 2001/02 und bis dahin existierenden Women’s Cup) gegen Røa IL im Sechzehntelfinale zum Einsatz.
Ihre längste Zugehörigkeit zu einem Verein hatte sie beim Birmingham City LFC, dem sie von 2010 bis 2018 angehörte und für den sie in der im Jahr 2010 neu geschaffenen FA Women’s Super League, die aufgrund der Wirtschaftskrise um ein Jahr verschoben im Jahr 2011 den Spielbetrieb zuließ, ab diesem Jahr spielte. Auch mit dieser Mannschaft gewann sie das Finale um den nationalen Vereinspokal; am 26. Mai 2012 wurde der Chelsea FC Women erst im Elfmeterschießen mit 3:2 bezwungen, nachdem die Verlängerung mit 2:2 keinen Sieger hervorgebracht hatte. In der Meisterschaft belegte sie mit ihrer Mannschaft den zweiten Platz hinter dem Arsenal Women FC. Des Weiteren kam sie bei zwei aufeinander folgenden Teilnahmen am Wettbewerb der Champions League 2012/13 und 2013/14 in insgesamt sieben Spielen zum Zuge.

### Nationalmannschaft
Nachdem Westwood für die Nachwuchsnationalmannschaften des FA in den Altersklassen U16, U19 und U21 in Länderspielen eingesetzt worden war, debütierte sie in der A-Nationalmannschaft, die am 17. Februar 2005 in Milton Keynes das in Freundschaft ausgetragene Länderspiel gegen die Nationalmannschaft Italiens mit 4:1 gewann. Ihr erstes Länderspieltor gelang ihr am 28. September 2008 in Prag beim 5:1-Sieg gegen die Nationalmannschaft Tschechiens im letzten Spiel der 2. Qualifikationsrunde, Gruppe 1 für die Weltmeisterschaft 2009 in Finnland.
Mit der A-Nationalmannschaft nahm sie im Jahr 2005 an der im eigenen Land ausgetragenen Europameisterschaft teil und bestritt am 5. Juni 2005 im ersten EM-Spiel der Gruppe A beim 3:2-Sieg gegen die Nationalmannschaft Finnlands mit Einwechslung in der 46. Minute für Kelly Smith auch ihr einziges Turnierspiel.
Vier Jahre später bestritt sie im finnischen Turku das letzte Spiel der Gruppe C bei der Europameisterschaft; die am 31. August 2009 mit der Nationalmannschaft Schwedens ausgetragene Begegnung endete 1:1 unentschieden. Ihr zweites Turnierspiel war das am 10. September 2009 im Olympiastadion Helsinki ausgetragene und mit 2:6 gegen die Nationalmannschaft Deutschlands verlorene Finale, in dem sie in der 86. Minute für Katie Chapman eingewechselt worden war.
Davor kam sie in den Jahren 2007 und 2008 in insgesamt fünf in Freundschaft ausgetragenen Länderspielen zum Einsatz, wie auch in ihren beiden letzten Länderspielen am 24. Februar und 1. März 2010 gegen die Nationalmannschaften Südafrikas (0:1) und der Schweiz (2:2). Mit der A-Nationalmannschaft nahm sie auch am Turnier um den Zypern-Cup 2009 teil und trug mit ihren Spielen und einem Tor gegen die Nationalmannschaft Schottlands zum späteren Titelgewinn bei.
Ihr letztes von vier Länderspieltoren gelang ihr am 25. Oktober 2009 in Blackpool beim 8:0-Sieg im ersten Spiel der WM-Qualifikationsgruppe 5, in der sie am 26. November 2009 beim 3:0-Sieg über die Nationalmannschaft der Türkei in Izmir ein zweites Mal eingesetzt wurde.

## Erfolge
Nationalmannschaft
- Finalist Europameisterschaft 2009
- Zypern-Cup-Sieger 2009

Vereine
- Zweiter Englische Meisterschaft 2012
- Englischer Pokalsieger 2010 (Everton LFC), 2012 (Birmingham City LFC)